# Ostia Antica

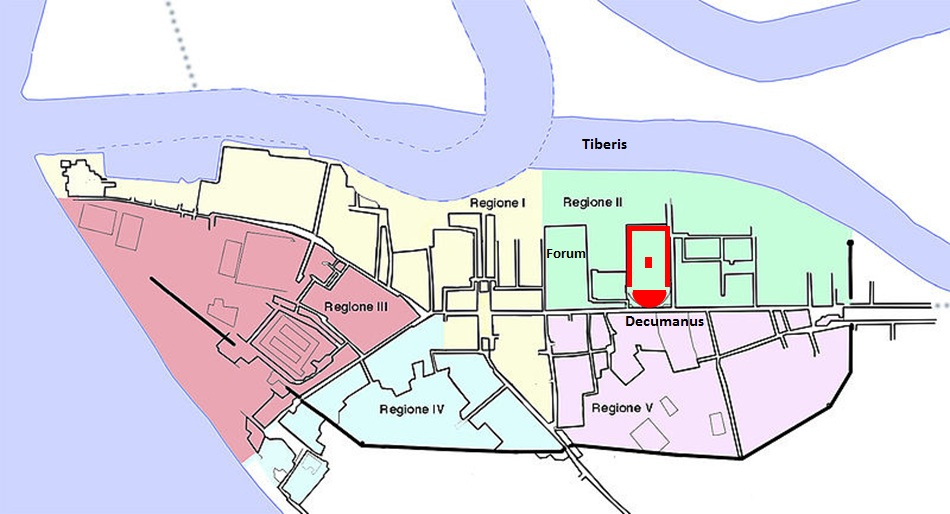
Az antik város térképvázlata. Pirossal a színház és a hozzá csatlakozó Piazzale delle Corporazioni

Ostia Antica az ókori Róma kikötővárosa volt, ami a Tiberis (olaszul Tevere) folyásának megváltozása miatt idővel elvesztette jelentőségét, a középkorban elnéptelenedett, majd a 20. században nagyszabású szabadtéri múzeumot alakítottak itt ki. Közigazgatásilag ma Rómához tartozik. 

## Etimológiája
Az ókori település neve a „szájat” jelentő latin os szóból ered és a folyó torkolatára utal. 

## Története
A várost a legenda szerint Ancus Martius, Róma mitikus negyedik királya alapította az i. e. 7. században, amint ezt egy később felirat is megörökíti. A legrégebbi régészeti lelet azonban csak az i. e. 4. századból származik, a legrégibb fennmaradt épületmaradványok pedig az i. e. 3. századból valók. (A Castrum, azaz a katonai tábor épülete, valamint a kissé későbbi Capitolium azaz (Iuppiter, Iuno Regina és Minerva temploma).
Ostia a köztársaság korában Róma legfontosabb tengeri kereskedelmi kikötője és haditengerészeti támaszpontja volt a Tiberis torkolatában. A város fontos szerepet kapott a római polgárháborúban is, amikor Caius Marius i. e. 87-ben elfoglalta és felégette, hogy Rómát kiéheztesse. A polgárháború győztese, Lucius Cornelius Sulla a várost erődítményszerű tervek alapján építtette újjá, mintegy 68 hektár területen. A 2,8 kilométeres fal két végpontján a folyóra támaszkodott, rajta három kapu nyílt. 
I. e. 68-ban azonban kalózok rabolták ki és gyújtották fel. A támadók elpusztították a római hadiflottát és két neves szenátort is elraboltak. A kalóztámadás Rómában is pánikot váltott ki, és ennek nyomán a szenátus elfogadta a fiatal Aulus Gabinius törvényjavaslatát, a lex Gabiniát, ami lehetővé tette Cnaeus Pompeius Magnus számára, hogy hadat gyűjtsön és leverje a kalózokat. A várost újjáépítették és védőfalakkal látták el Marcus Tullius Cicero kezdeményezésére.
A kikötő a császárság idején is nagy kereskedelmi forgalmat bonyolított. Augustus uralkodásától kezdve a császárok középületekkel, szobrokkal gazdagították a várost. Az 1. században Tiberius római császár felépíttetett egy fórumot. Claudius, majd Traianus pedig újabb kikötőket, mivel a régit az elhomokosodás használhatatlanná tette. Ugyanakkor világítótornyot is emeltek. A 2. századra azonban a várostól északnyugatra felfejlődött Portus kikötője hosszabb távon megindította Ostia gazdasági hanyatlását.

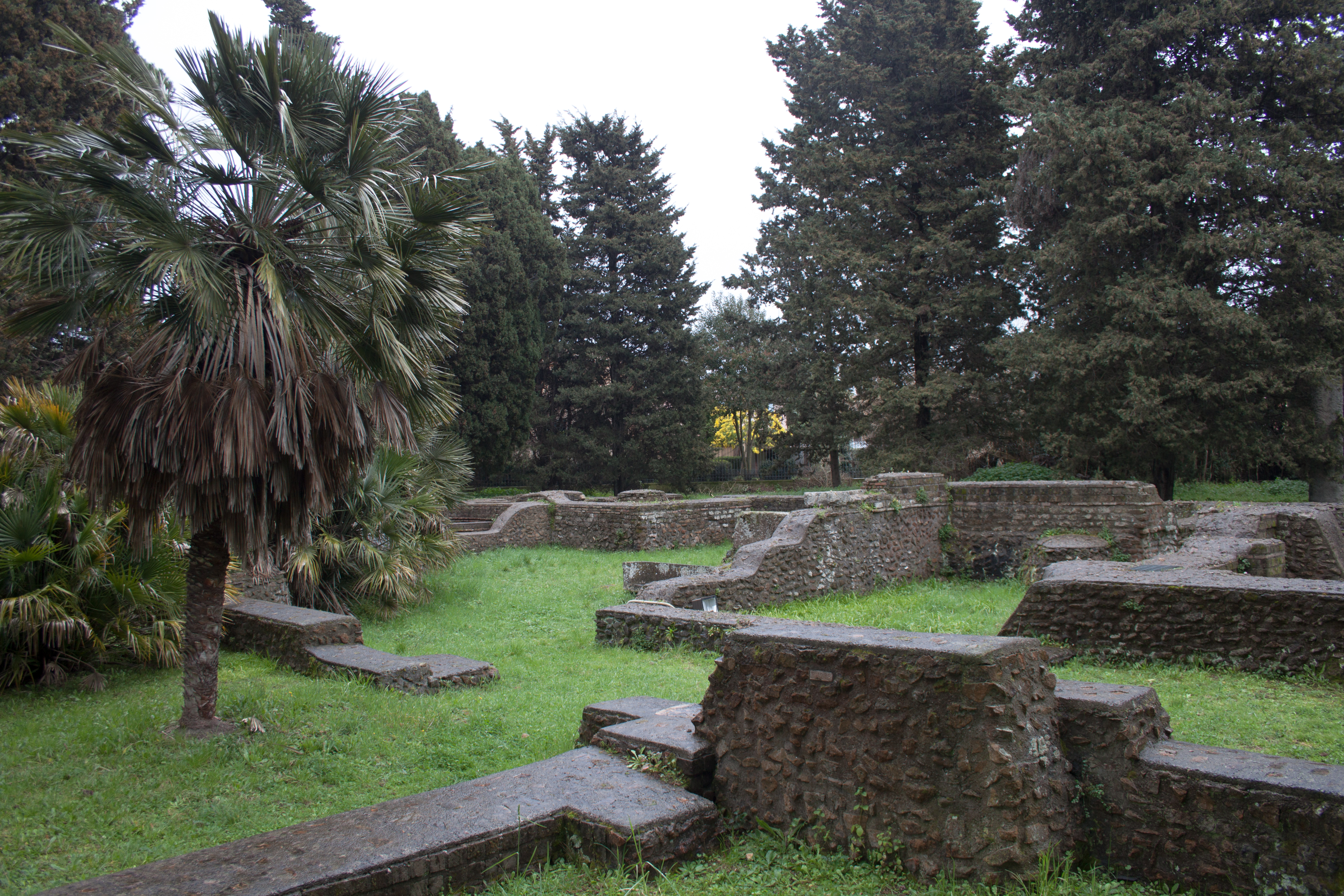
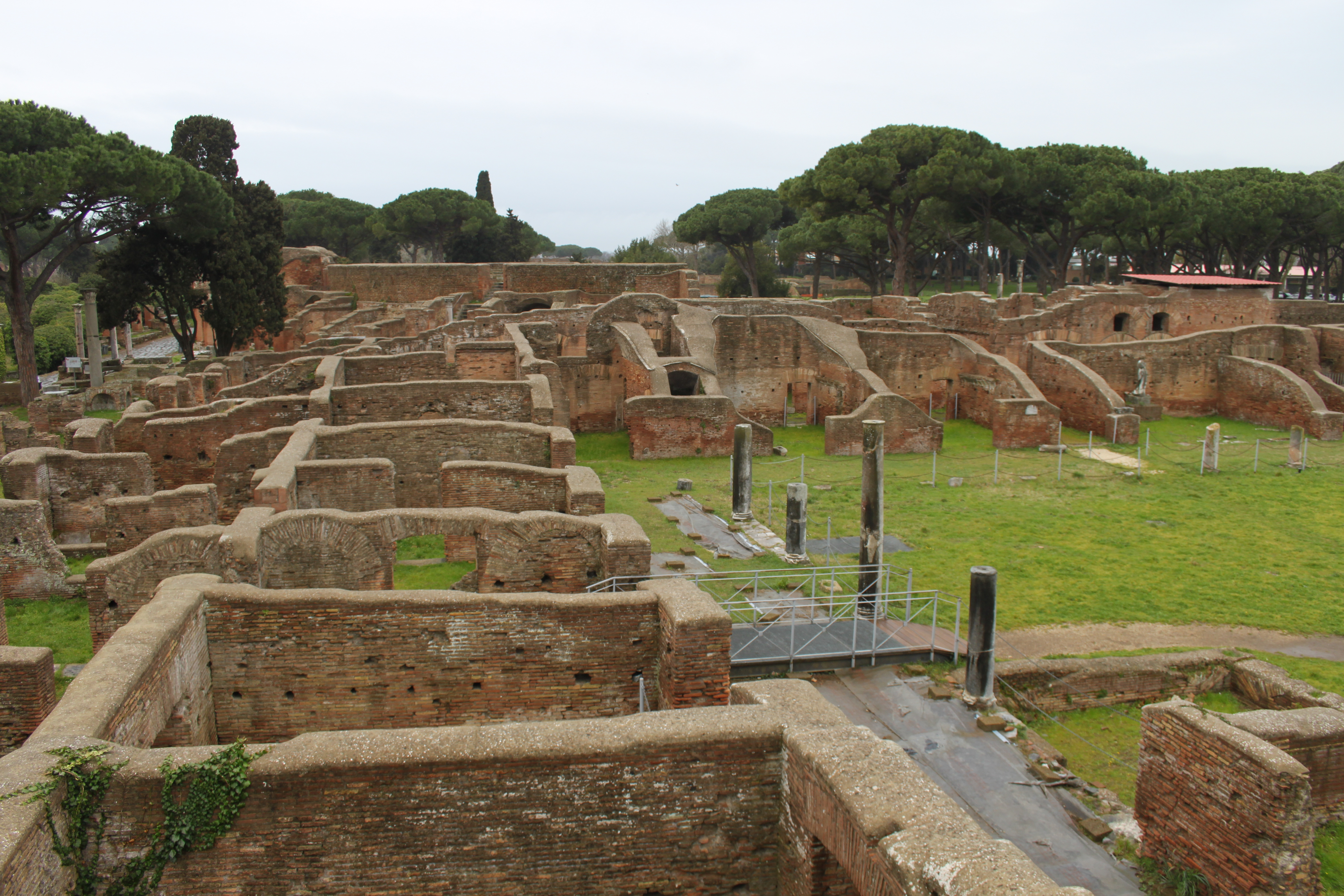
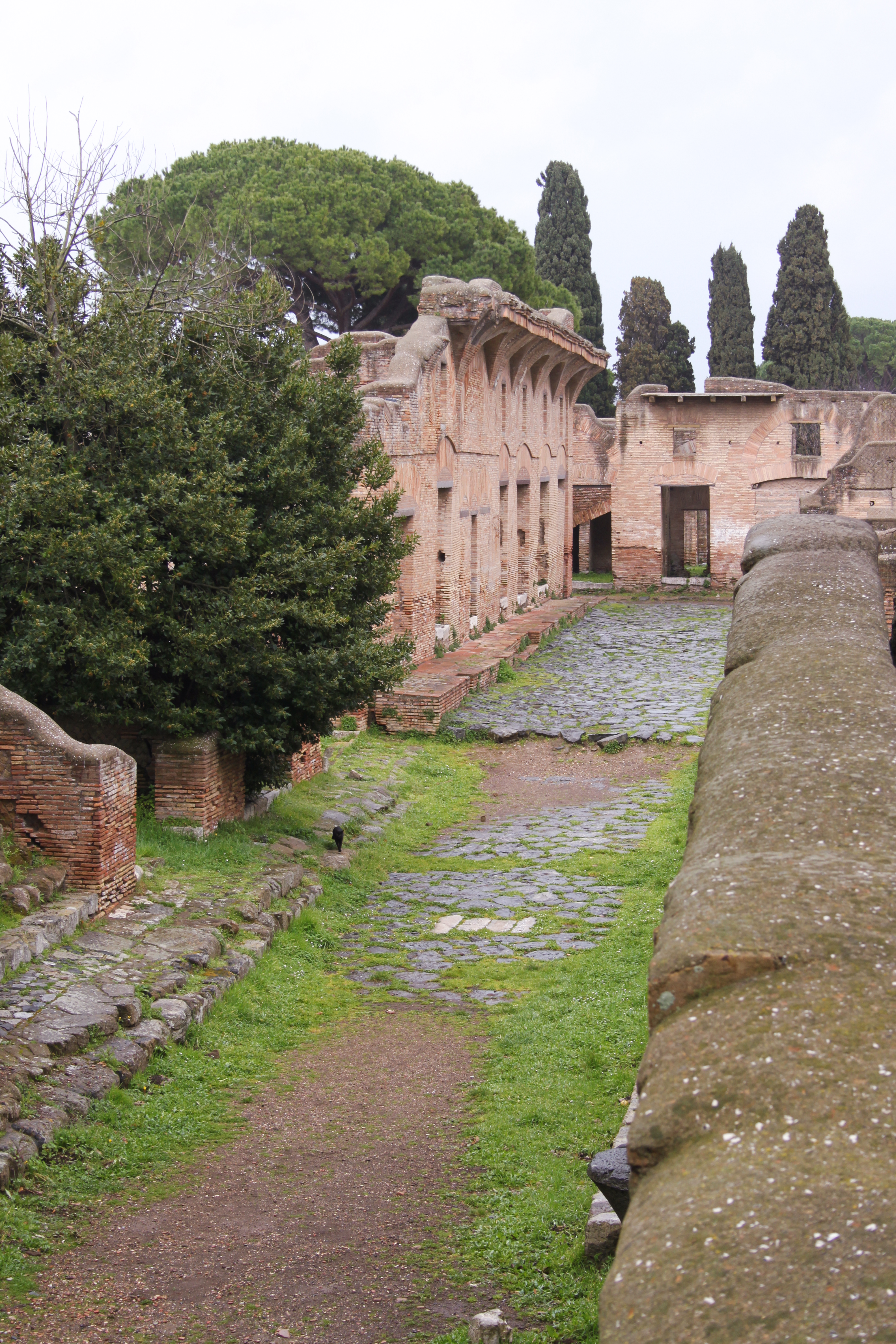
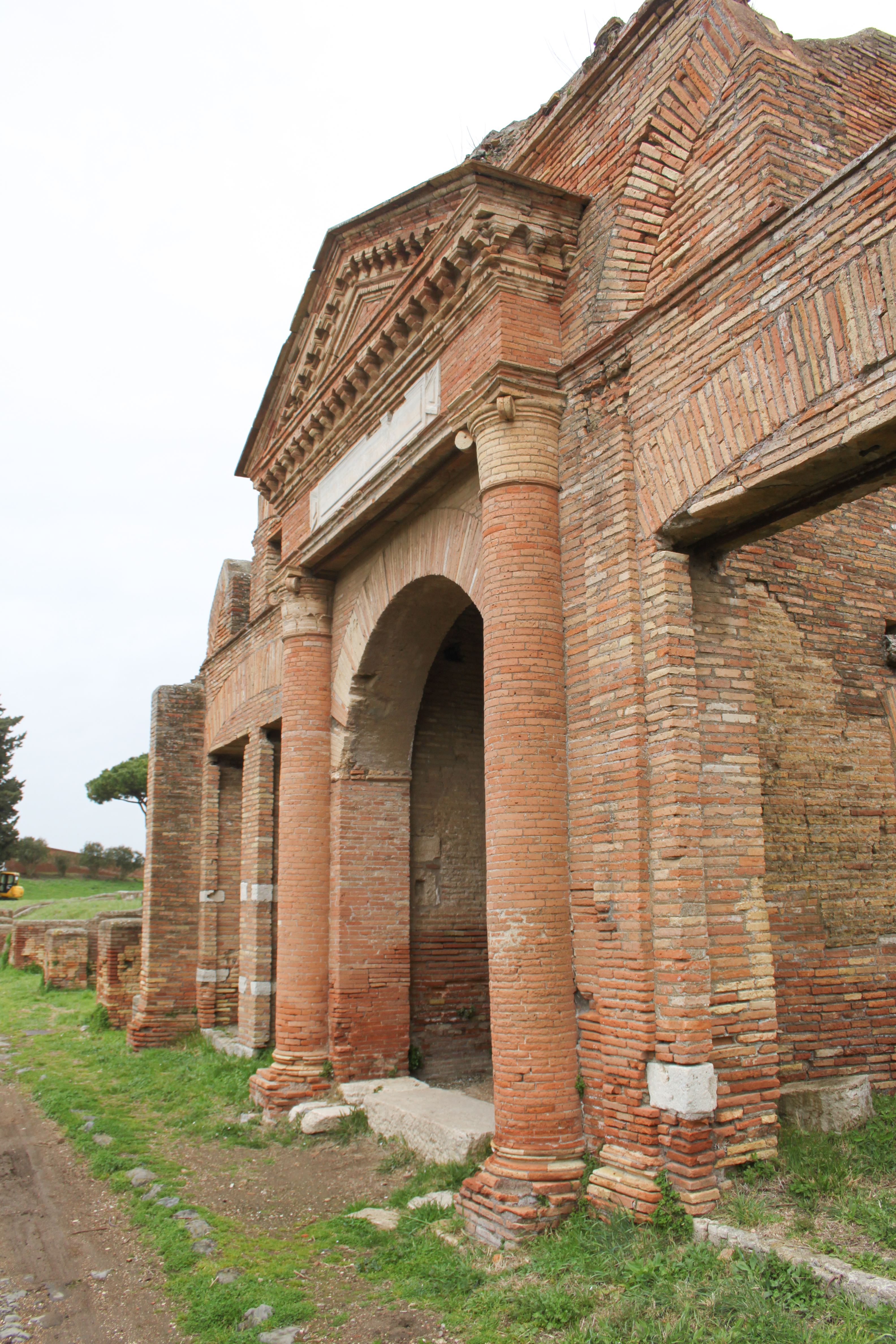
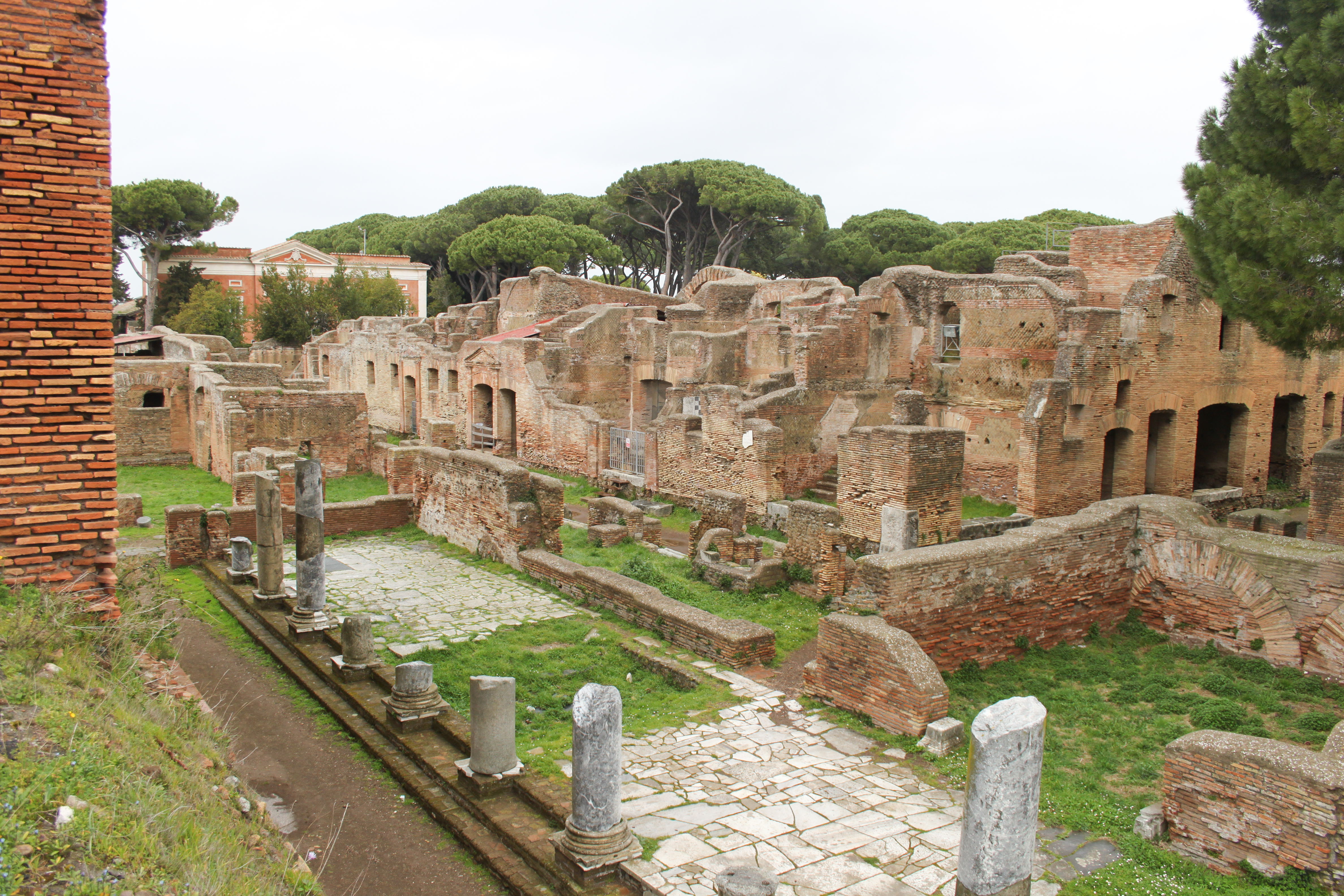
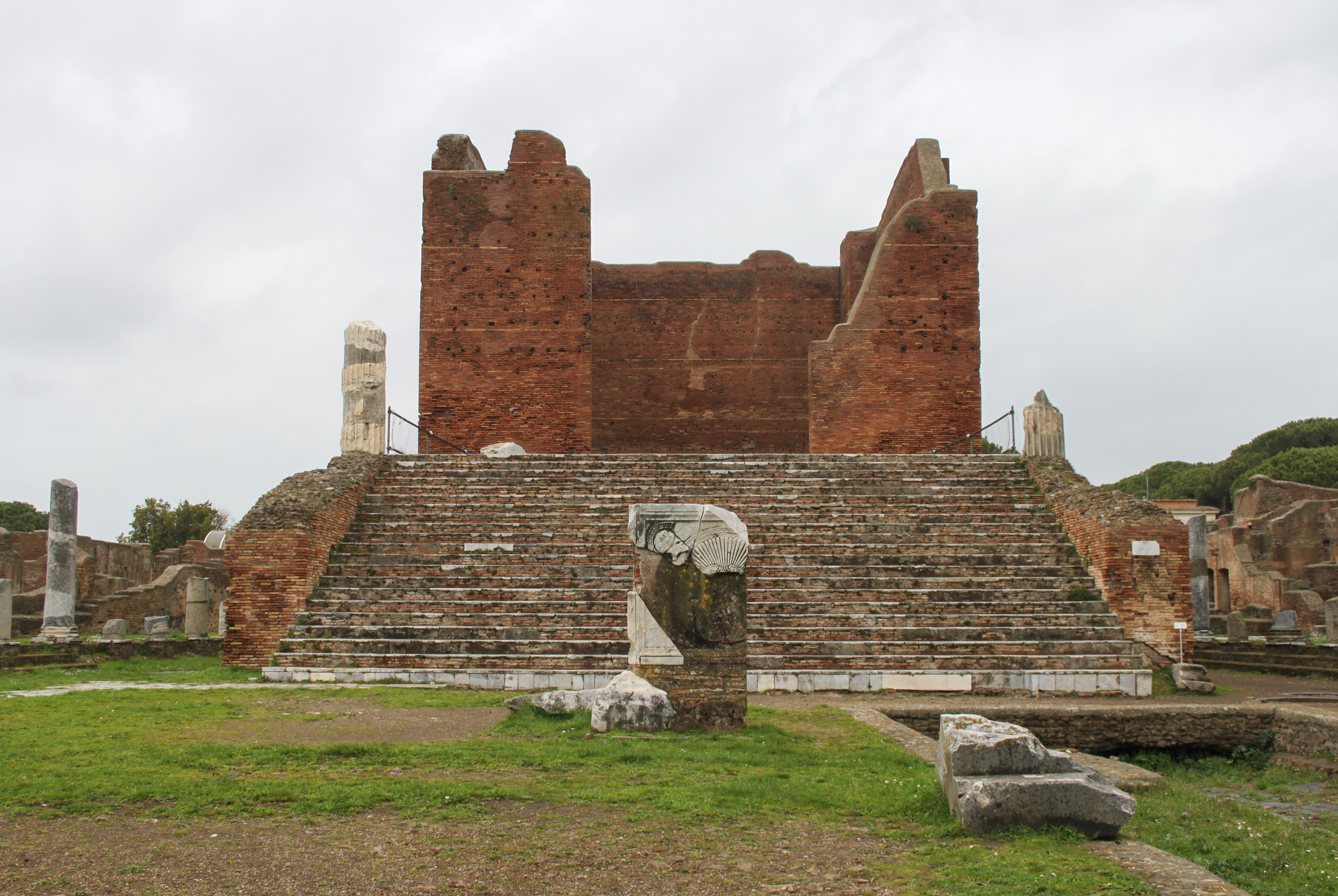
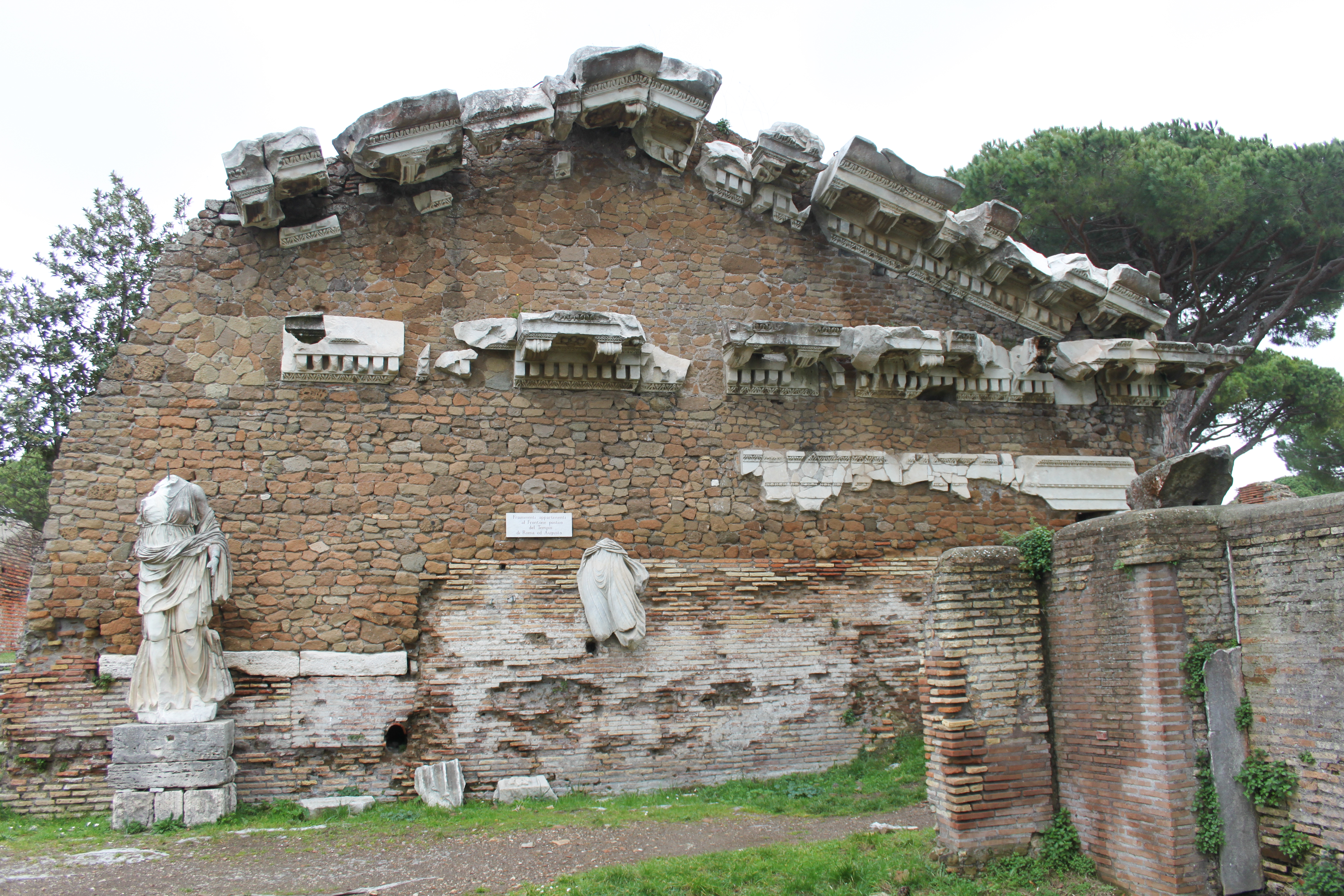
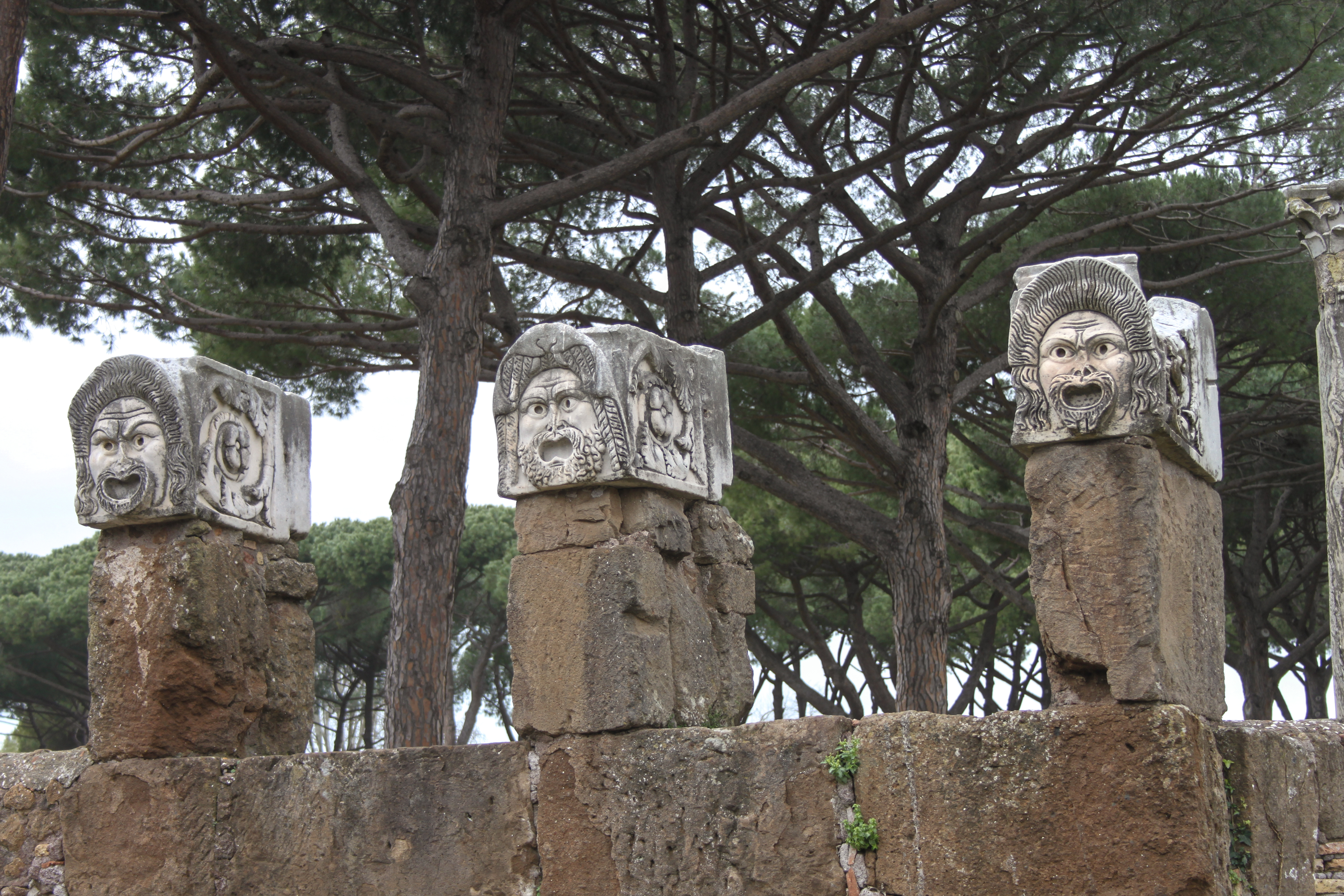

A város fejlődésének csúcspontját Septimius Severus római császár uralkodása alatt érte el. Ekkor már 60–80 ezer ember élt itt, egyes források szerint lakossága megközelítette a 100 ezer főt, és a város messze túllépett a régi falakon, körülbelül 80 hektárnyi területet foglalt el. Ostiát ekkor közigazgatásilag négy, később öt kerületre (regio) osztották.
Ostiában épült az európai kontinens első zsinagógája is, aminek maradványait 1960–61-ben tárták fel. A városban a legtöbb követője Mithrász vallásának volt, ami különösen a kikötői munkások között volt népszerű. 1954-re 18 mithraeumot, Mithrász-templomot tártak fel. Nagy színház, fürdők, kocsmák, tűzoltó-szolgálat és nagy nyilvános latrinák is voltak a városban.
A kikötői forgalom súlypontjának áthelyeződése, valamint magának Rómának a lakosság-csökkenése miatt a Ostia lassú hanyatlásnak indult. Nagy Konstantin ugyan még teljes önkormányzatot engedélyezett a városnak, de néhány év múlva, 387-ben, amint azt Hippói Szent Ágoston Vallomásaiban megírta, Ostia már csendes vidéki kisváros lett a lüktető forgalmú korábbi kikötőből. Az elnéptelenedés folytatódott, az elhagyott épületekkel senki nem törődött, a romok nagy részét homok fedte be.
Ostia Antica módszeres, tudományos feltárása a 20. században kezdődött meg. Ennek nyomán hatalmas szabadtéri múzeum alakult ki, amelyben jól megfigyelhetők a lakóházak különböző típusai, a közösségi épületek, a raktárak. A város területének 57%-át lakóépületek, 15%-át áruraktárak, 12%-át fürdők foglalták el.
A romváros ma is viszonylag könnyen áttekinthető. A kelet-nyugati irányú, másfél kilométer hosszú főutca, a Decumanus Maximus a Tiberis egykori medrével párhuzamosan halad. Erről az útról nyílt a színház bejárata is. Az épületnek csak az alsó, két félkörívű üléssora eredeti, a többi modern helyreállítás, kiegészítés. A színház 2700 nézőt fogadhatott be, és oszlopok, színész-maszkokat ábrázoló díszek ékesítették. A színházzal szemben, az út másik oldalán találhatók a keresztény kápolnának (Oratorio Cristiano) a császárkor végéről származó maradványai. A hagyomány szerint maguk az apostolok alapították az egyik legrégebbi itáliai püspökséget, az ostiait. Az itt elhelyezett felirat szerint Hippói Szent Ágoston anyja, Szent Mónika 387. május 4-én Ostia egyik vendégfogadójában hunyt el, útban hazafelé, Africa tartományba.
Az utca felől, a színház mögött található a ma olaszul Piazzale delle Corporazioninak nevezett tér, ahol a Mediterráneum minden részéről 70 kereskedelmi vállalkozásnak volt irodája. A padlójukat díszítő mozaikok mutatják a cégek kapcsolatainak kiterjedtségét, szerepel rajtuk többek között Alexandria, Sabratha, Karthágó, a gallai Narbó (ma Narbonne), Szardínia. Felismerhetők ezen kívül a gabona mérésére szolgáló mérő, kereskedelmi hajók, tengeri halak, valamint a négyszintes világítótorony, Ostia jelképe.

### Museo Ostiense
A romváros közepén, a mai folyóparthoz is közel található a fedett kiállító csarnok, ahol a feltárások során talált értékes szobrokat és más emlékeket mutatják be. Ezt a múzeumot 1865-66-ban hozta létre IX. Piusz pápa a Casale delle Saline nevű 15. századi épületben, ami ekkor neoklasszikus homlokzatot kapott.

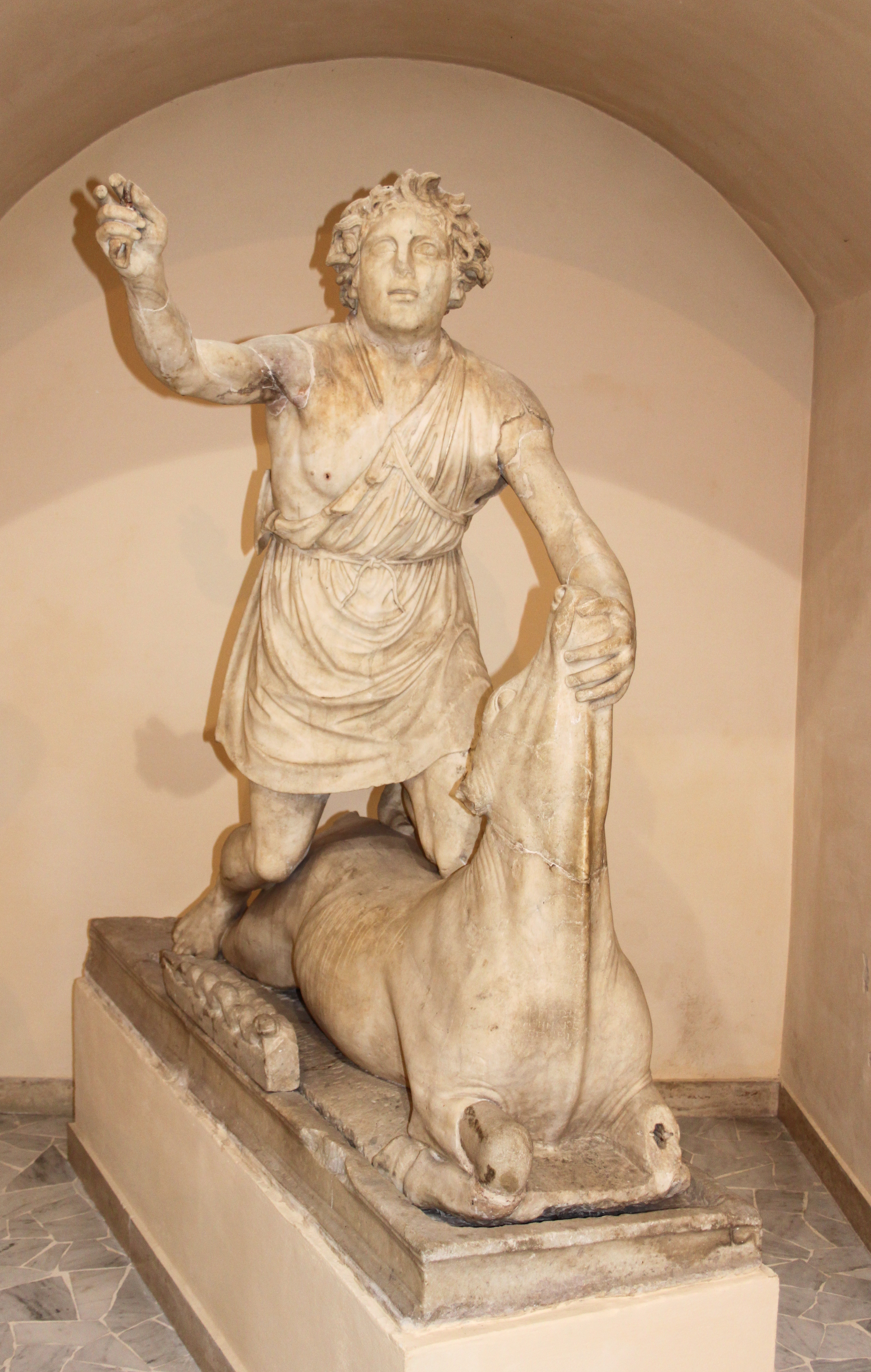
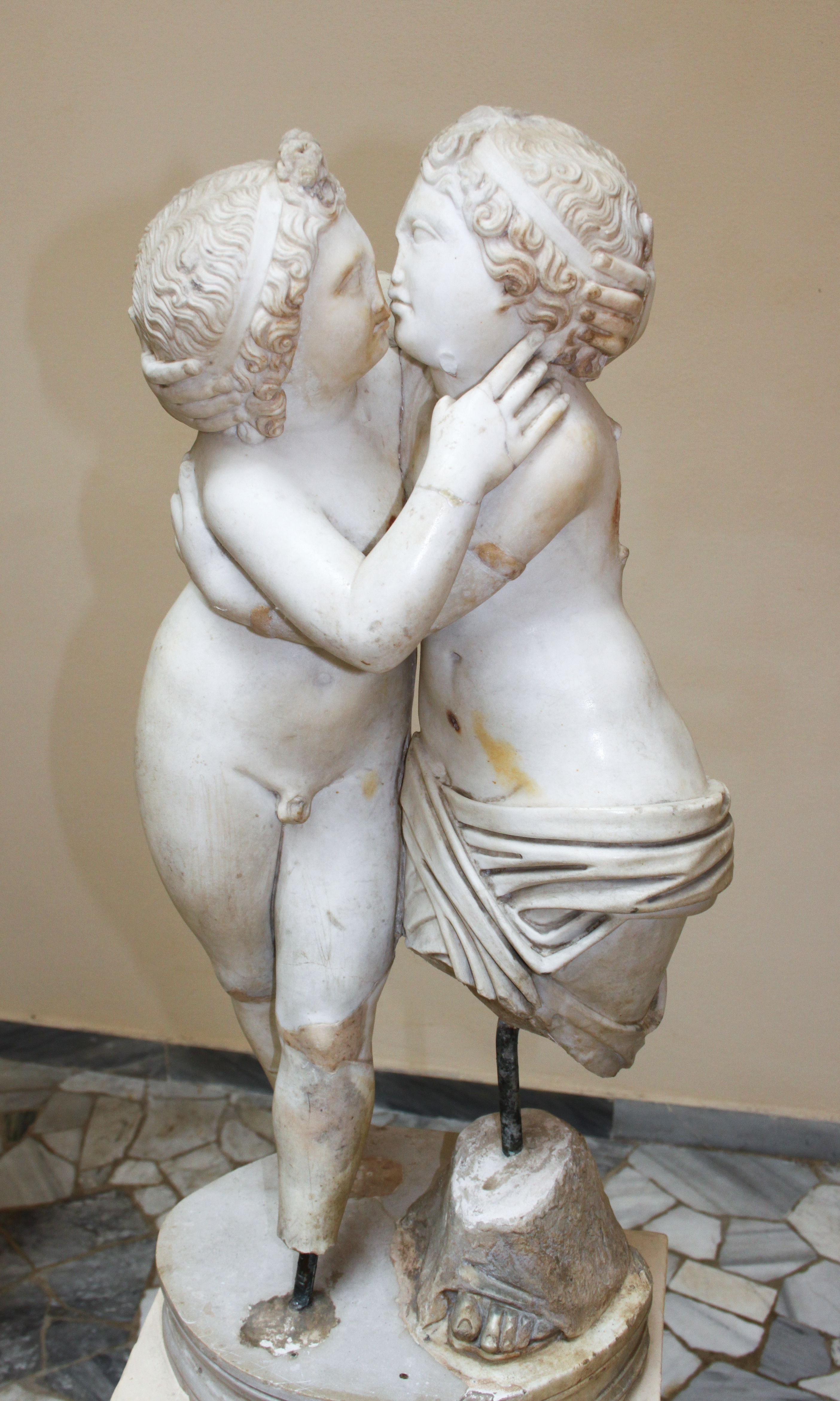
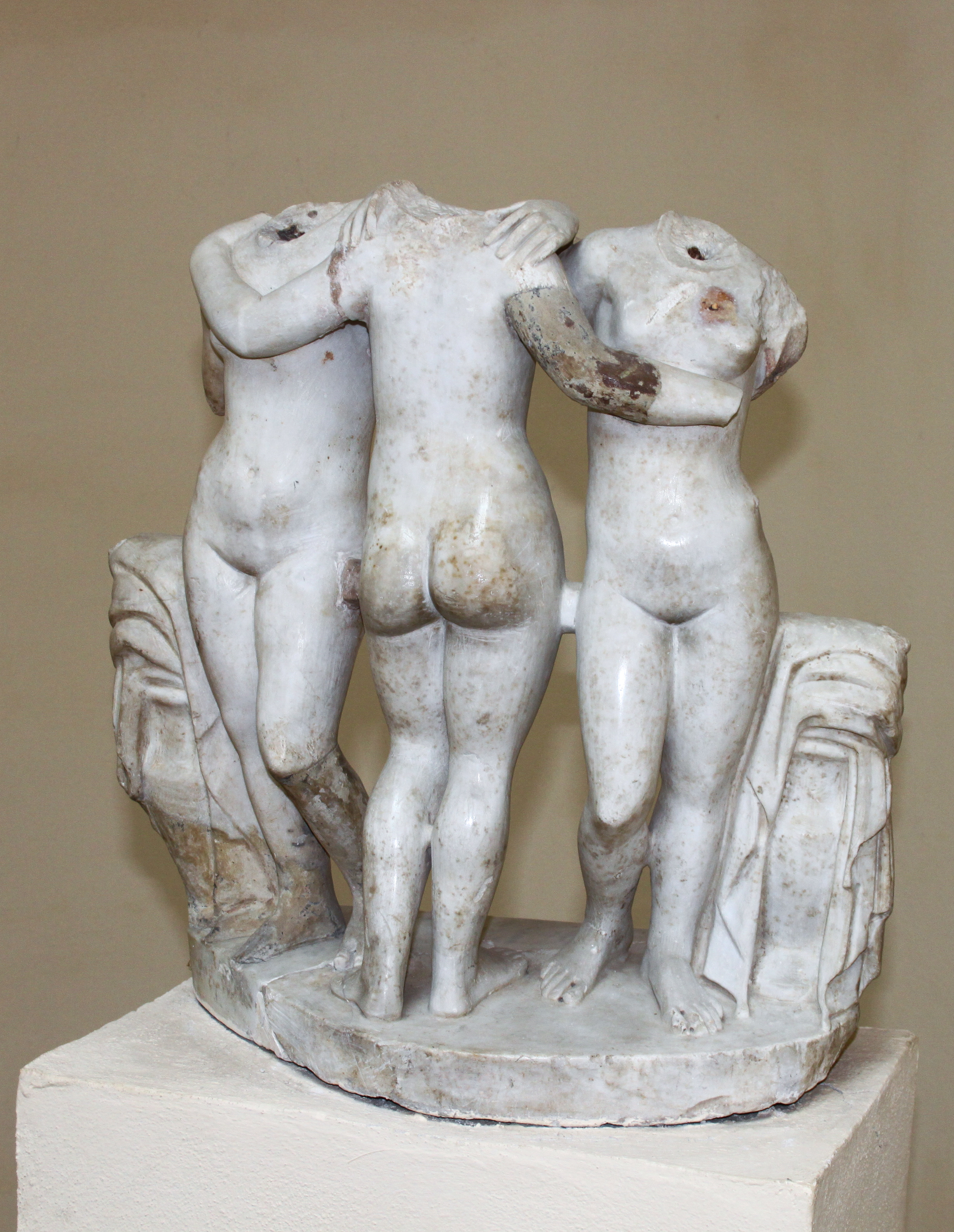
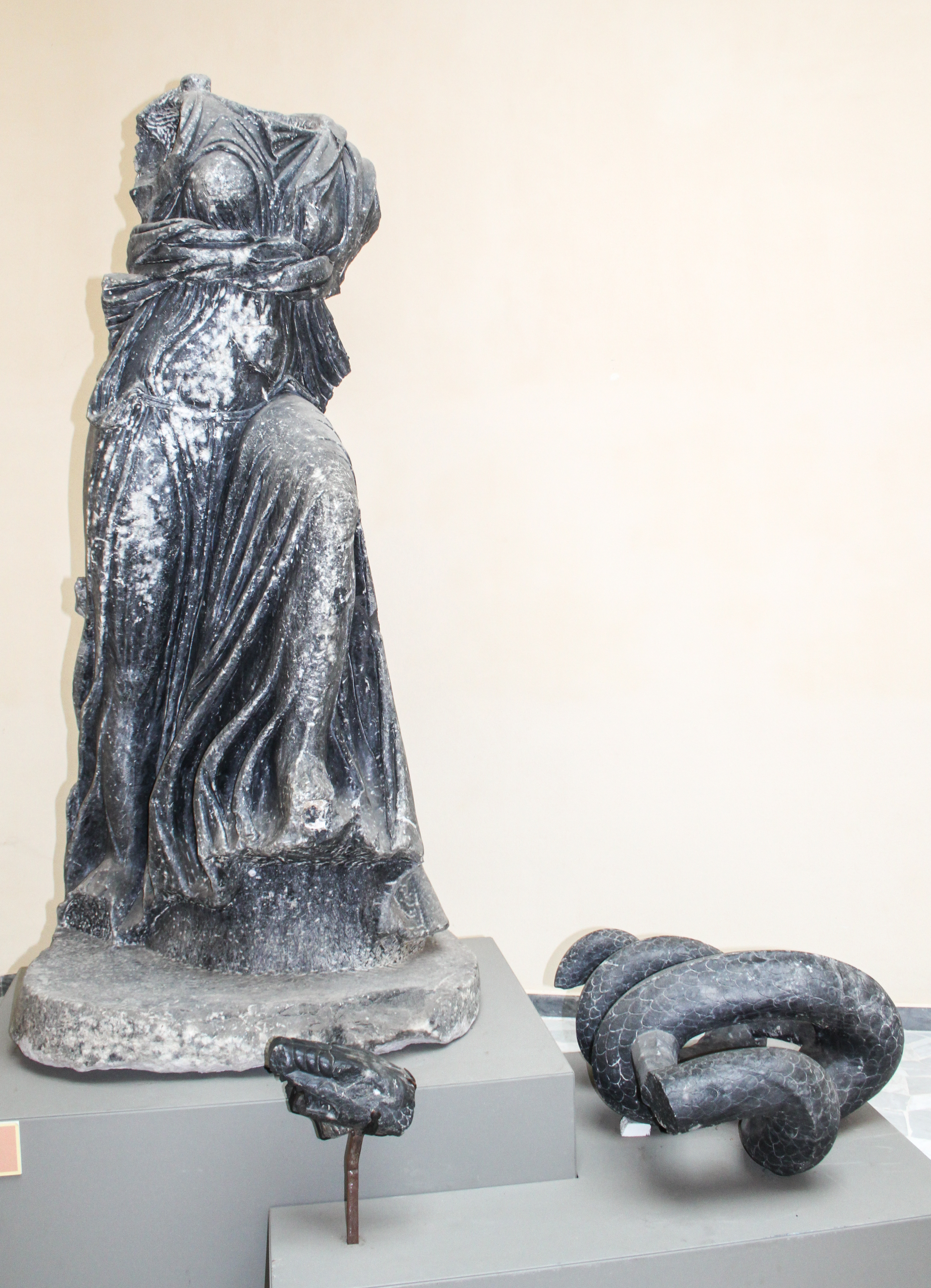
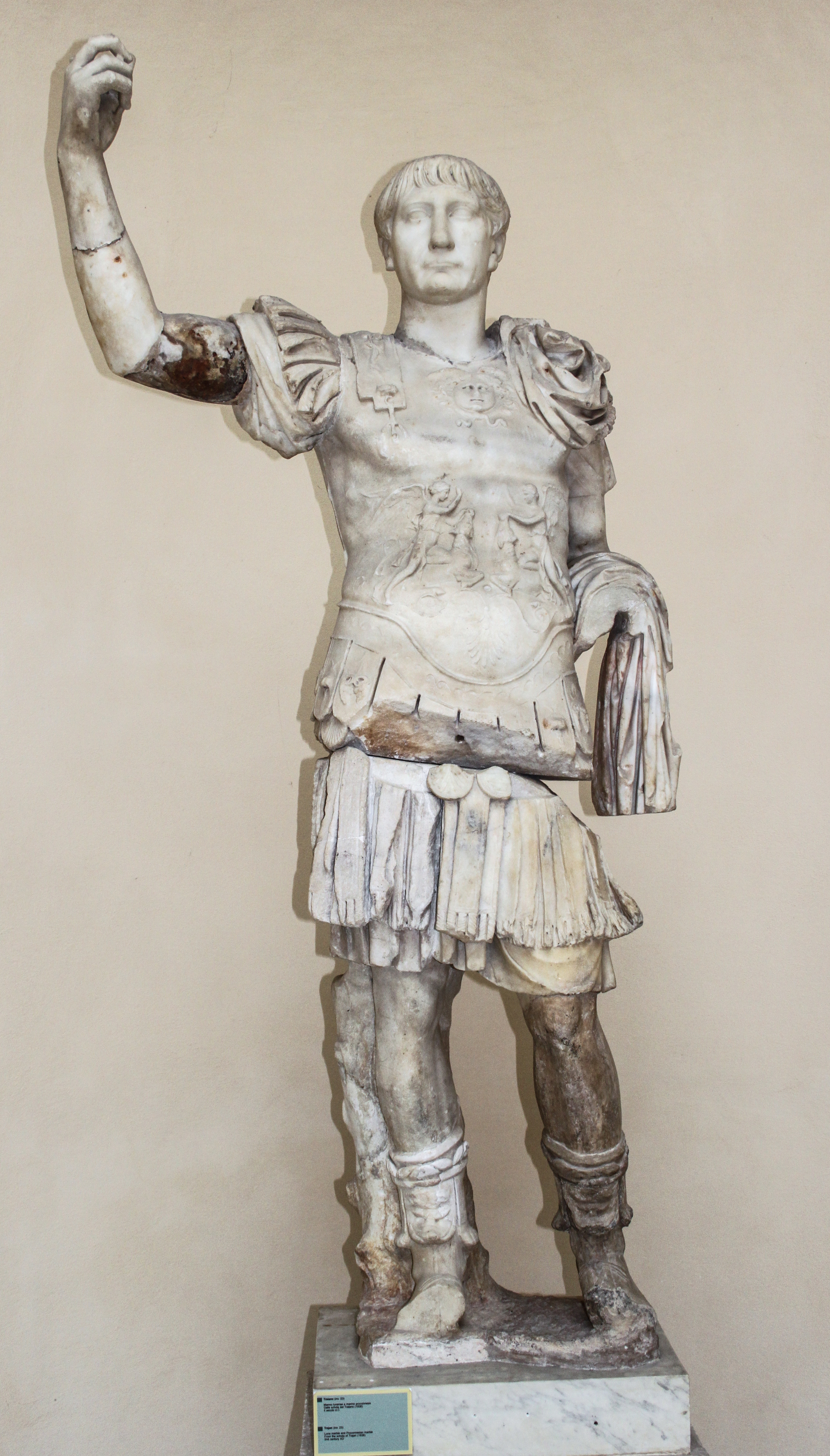
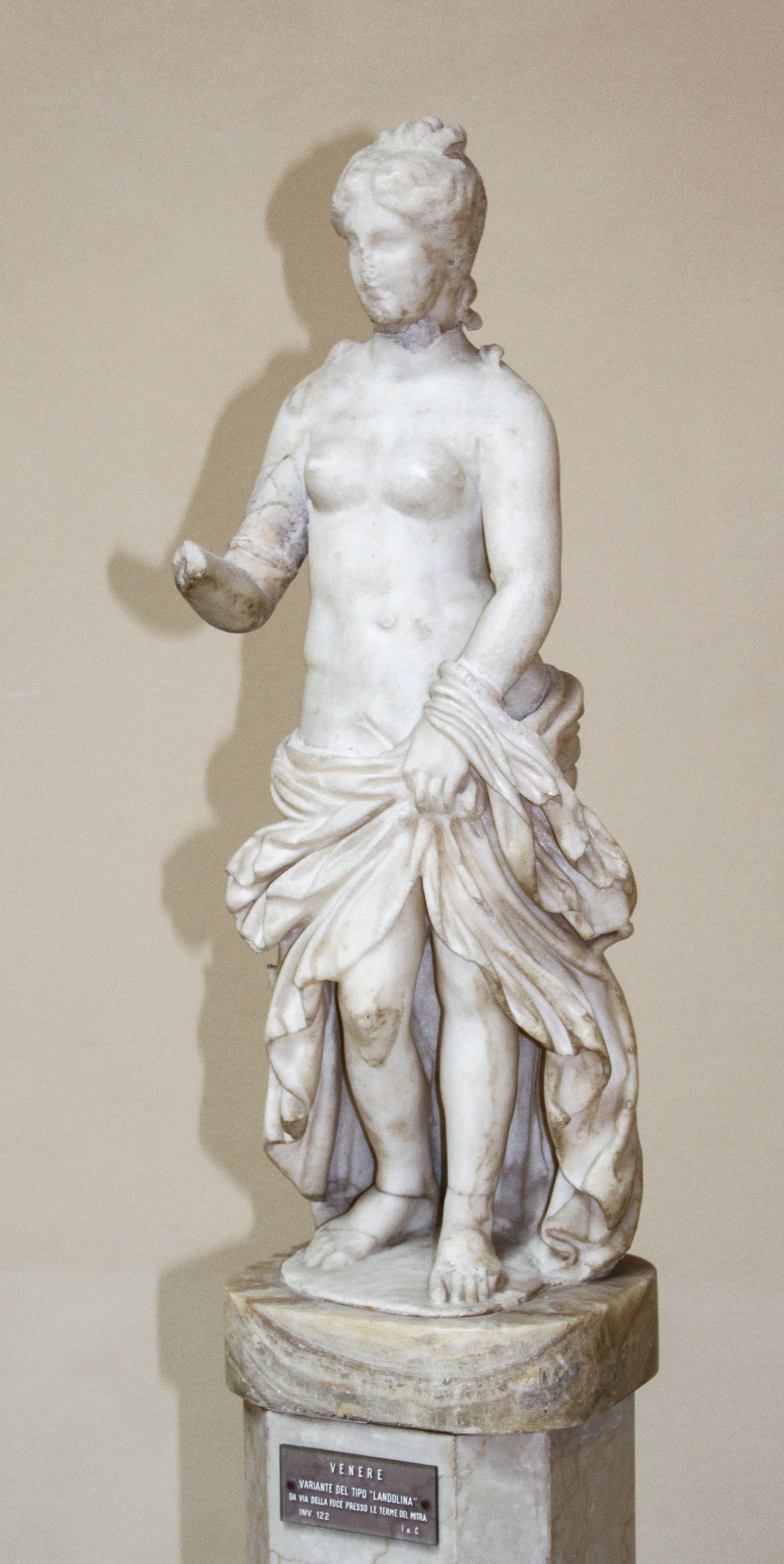
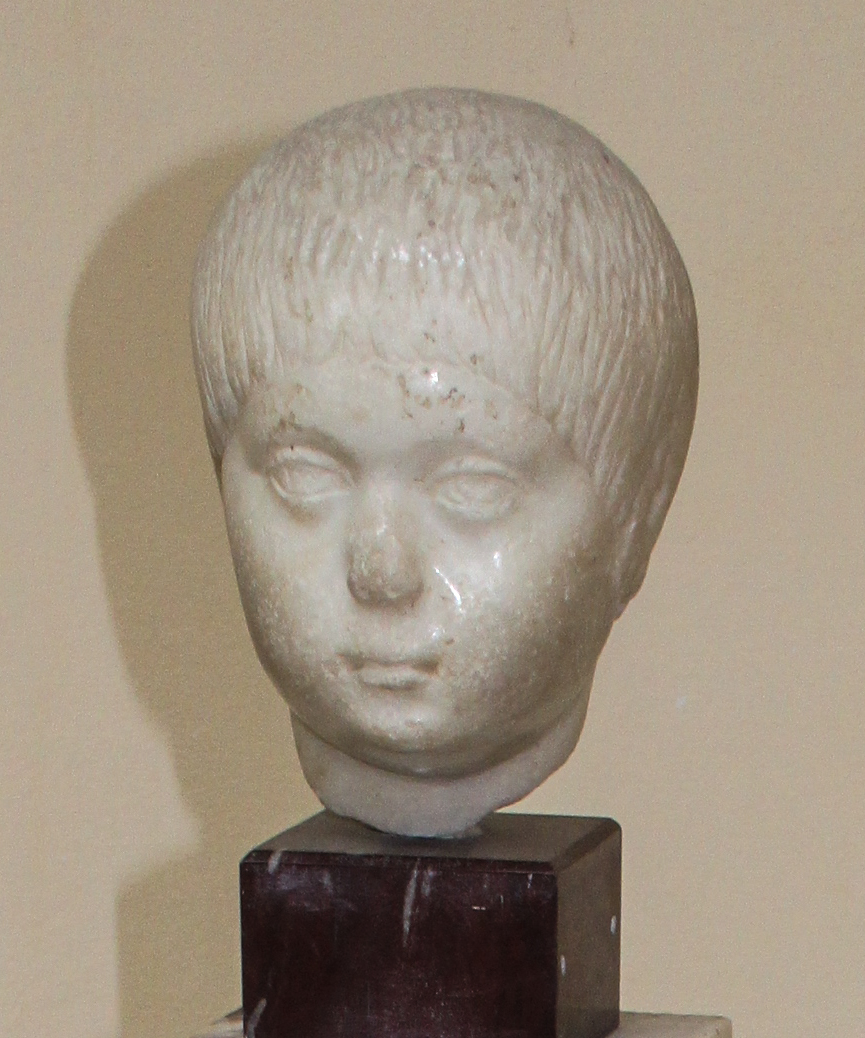
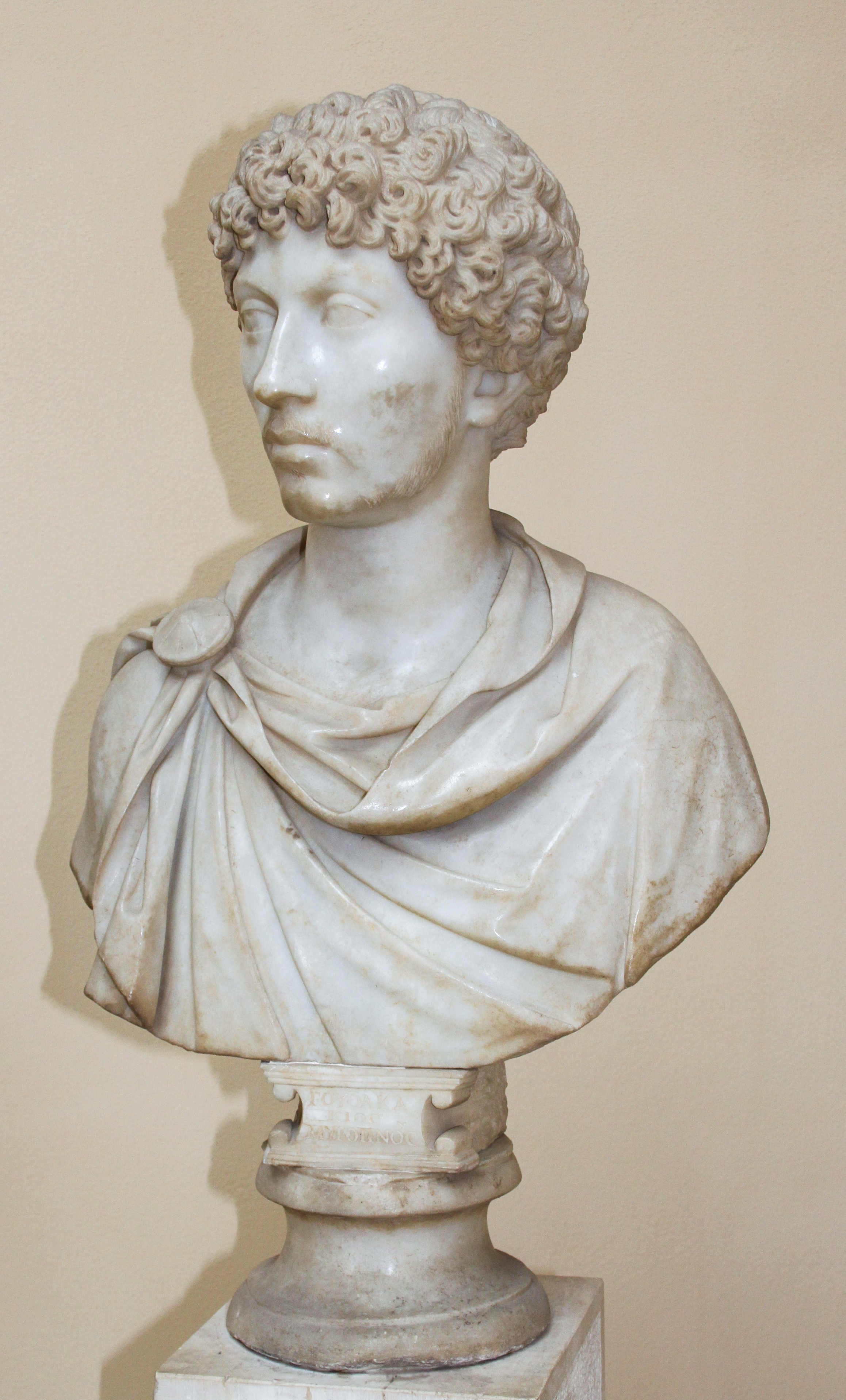

## Fordítás
- Ez a szócikk részben vagy egészben a Ostia Antica című angol Wikipédia-szócikk ezen változatának fordításán alapul.  Az eredeti cikk szerkesztőit annak laptörténete sorolja fel. Ez a jelzés csupán a megfogalmazás eredetét és a szerzői jogokat jelzi, nem szolgál a cikkben szereplő információk forrásmegjelöléseként.